# 日本女性薬剤師会
一般社団法人日本女性薬剤師会（にほんじょせいやくざいしかい）は、1966年4月に「会員の親睦」「女性薬剤師の社会進出」「薬学・薬業の進歩発展への寄与」を目的に設立された職能団体。

## 沿革
- 1966年（昭和41年）4月、東日本薬業婦人連合会、日本女子薬剤師西部連合会、東海四県婦人薬剤師会が統合され日本女子薬剤師会が設立された。
- 1999年（平成11年）、日本女性薬剤師会に改称
- 2007年（平成19年）10月10日、有限責任中間法人日本女性薬剤師会とする
- 2008年（平成20年）12月1日、一般社団法人日本女性薬剤師会となる

## 目的および事業

### 目的
会員相互の連携のもとに、女性薬剤師の社会的地位の向上を図るとともに、国民の保健・医療および福祉の向上発展に寄与する。

### 事業
- 女性薬剤師に関する調査・研究
- 女性薬剤師の職能向上に関する研究・指導
- 研修会・講演会・学術大会等の企画・開催・運営
- 機関誌及び薬事関連図書等の企画・出版・刊行
- 関係諸団体との連絡調整
- その他、前各号に附帯または関連する一切の事業

## 他の薬剤師会と名前がつく団体
当会とは組織的な関係はない。
- 日本薬剤師会
- 日本病院薬剤師会
- JACDS勤務薬剤師会